# Dokhaven (haventype)
Een dokhaven is een haven aan een getijdenwater die met sluisdeuren kan worden afgesloten, om voldoende diepgang te kunnen garanderen voor de schepen in die haven.
De haven van Antwerpen is een voorbeeld van zo'n haven.
De naam Dokhaven kan ook verwijzen naar een haven voor drijvende dokken. In deze betekenis kent Rotterdam twee havens.